# Гидроксид-хромат меди(II)
Гидроксид-хромат меди(II) — неорганическое соединение,
осно́вная соль меди и хромовой кислоты
с формулой CuCrO4·2Cu(OH)2,
жёлто-коричневые кристаллы,
не растворяется в воде.

## Физические свойства
Гидроксид-хромат меди(II) образует жёлто-коричневые кристаллы.
Не растворяется в воде и этаноле.
Может рассматриваться как кристаллогидрат состава CuCrO4·2CuO·2H2O.